# Australian Rail Track Corporation

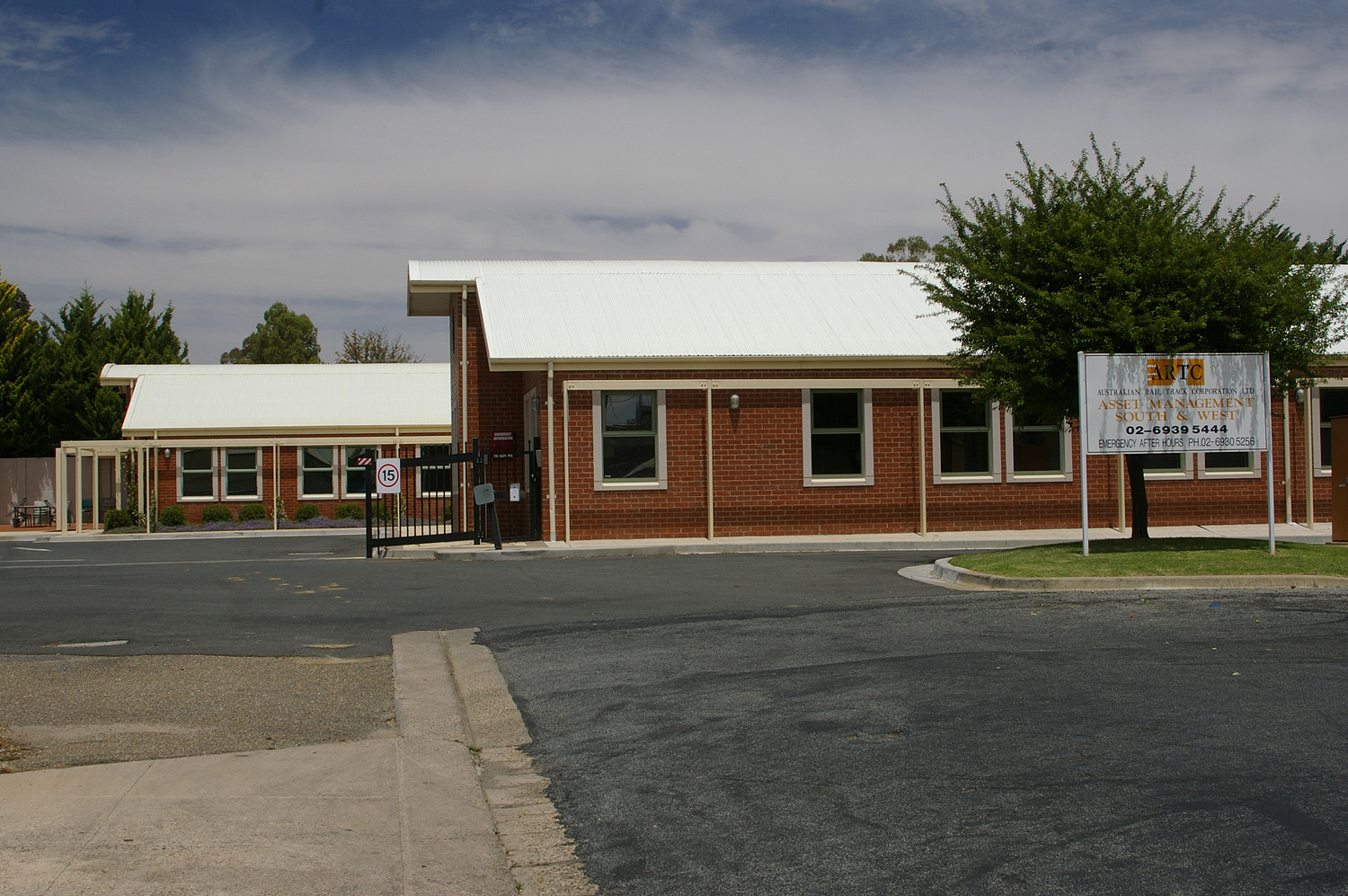
Les bureaux de l'ARTC à Wagga Wagga.

L'Australian Rail Track Corporation (ARTC) est une société créée en 1997 appartenant au gouvernement fédéral australien et qui possède, loue, gère et contrôle la majorité des principales lignes de chemin de fer à écartement standard de la partie continentale de l'Australie connues comme le réseau ferroviaire en service inter-États (Designated Interstate Rail Network (DIRN)). 

## Histoire
Les infrastructures ferroviaires inter-États, propriétés de "Track Access", ont été transférées à l'ARTC en 1998. Elles comprennent la ligne de chemin de fer entre Kalgoorlie et Broken Hill et Serviceton. La ligne entre Tarcoola et Alice Springs a été confiée en 2000 au Consortium AdRail (maintenant partie de FreightLink) dans le cadre d'un accord pour la construction de la ligne entre Alice Springs et Darwin. 
L'ARTC gère également le réseau ferroviaire interétat à écartement standard  de Nouvelle-Galles du Sud et du Victoria et a le droit de vendre l'accès à la portion de ligne entre Kalgoorlie et Perth aux opérateurs ferroviaires sous réserve d'un accord avec la société WestNet Rail. Elle a également une relation de travail avec Queensland Rail concernant l'utilisation des 127 kilomètres de lignes à écartement normal entre la frontière du Queensland et Brisbane.

## Responsabilités
ARTC n'assure aucun transport de passagers ou de fret dans les trains circulant sur ses voies, mais fournit et assure le maintien des infrastructures pour permettre à tout société de transport ferroviaire qualifiée de faire circuler des trains sur ses lignes. Les lignes sous le contrôle d'ARTC sont situées dans quatre états et étaient auparavant exploitées par cinq sociétés de chemins de fer d'État distinctes de façon un peu désordonnée ce qui a favorisé le développement du transport routier. En regroupant ces infrastructures dans une même société fédérale, on devrait obtenir un meilleur service rendu à moindre coût. 
ARTC n'exerce aucun contrôle sur les voies ferrées à voie étroite dans le Queensland et en Australie-Méridionale, ni sur les voies à écartement large du Victoria. 

## Lignes ferroviaires propriétés d'ARTC
- Adélaïde à Wolseley
- Adelaide - Port Augusta - Kalgoorlie
- Port Augusta à Whyalla
- Crystal Brook à Broken Hill
- Tarcoola à Alice Springs et Darwin est en leasing à AustralAsia Rail Corporation.

## Lignes ferroviaires louées à ARTC
- Melbourne à Albury ("North East line")
- Melbourne à Serviceton (Western line)
- Maroona à Portland (La ligne de chemin de fer Portland est une dérivation de la Western line)
- MacArthur à Albury
- Unanderra à Moss Vale
- Lithgow à Broken Hill
- Broadmeadow à la frontière Loop (avec une extension prévue jusqu'à Brisbane)
- Cootamundra à Parkes
- Maitland à Werris Creek

ARTC gère également les lignes ferroviaires rurales non-DIRN en Nouvelle-Galles du Sud pour le gouvernement de l'état.